# Neuenkirchen (bei Bassum)
Neuenkirchen ist eine Gemeinde im Landkreis Diepholz in Niedersachsen mit den Ortsteilen Neuenkirchen und Cantrup. Sie gehört zur Samtgemeinde Schwaförden.

## Geografie
Neuenkirchen liegt südlich vom Naturpark Wildeshauser Geest ungefähr in der Mitte zwischen Bremen und Osnabrück. Die Gemeinde gehört der Samtgemeinde Schwaförden an, die ihren Verwaltungssitz in Schwaförden hat.

## Nachbargemeinden
| Stadt Twistringen  | Stadt Bassum                                |                  |
|                    | Kompassrose, die auf Nachbargemeinden zeigt |                  |
| Gemeinde Ehrenburg |                                             | Gemeinde Scholen |

## Geschichte
Urkundlich wurde Neuenkirchen erstmals 1258 im Zusammenhang mit der St.-Katharinen-Kirche erwähnt. Am östlichen Dorfrand von Neuenkirchen hatten die Edelherren von Grimmenberg ihren Sitz. Diese Familie, die zum nichtfürstlichen Hochadel zählte, blühte im 12. und 13. Jahrhundert. Sie starb mit Friedrich von Grimmenberg um 1259/66 im Mannesstamm aus. Seine Herrschaft gelangte daraufhin an die Grafen von Oldenburg-Bruchhausen (Grafschaft Altbruchhausen (heute Bruchhausen-Vilsen)), die Mitte des 14. Jahrhunderts an die Grafschaft Hoya überging.

### Eingemeindungen
Am 1. März 1974 wurde die bisher selbstständige Gemeinde Cantrup eingegliedert.

### Einwohnerentwicklung
Die gute Verkehrsanbindung spiegelt sich in der Einwohnerentwicklung wider. Die Zahl der Einwohner stieg seit der Volkszählung 1987, bei der 757 Einwohner gezählt wurden, auf 1152 Einwohner 2014.
| Jahr      | 17.5.1939 | 13.9.1950 | 6.6.1961 | 27.5.1970 | 25.5.1987 | 31.12.2000 | 31.12.2005 | 31.12.2010 | 31.12.2014 |
| --------- | --------- | --------- | -------- | --------- | --------- | ---------- | ---------- | ---------- | ---------- |
| Einwohner | 649       | 1.084     | 762      | 695       | 757       | 1073       | 1170       | 1187       | 1152       |

## Politik

### Gemeinderat
Der Gemeinderat aus Neuenkirchen setzt sich aus elf Ratsfrauen und Ratsherren zusammen.
- WGN 11 Sitze

(Stand: Kommunalwahl am 11. September 2021)

### Bürgermeister
Jochen Meyer wurde 2021 zum Bürgermeister gewählt.

### Wappen, Flagge und Dienstsiegel
Wappenbeschreibung
„Das Wappen der Gemeinde Neuenkirchen zeigt im geteilten Schild oben in Gold eine rote Kirche (Kirche von Neuenkirchen) in seitlicher Sicht, unten von Blau und Silber achtfach geständert.“
Wappenbedeutung
Das Wappen zeigt oben die Neuenkirchener Katharinenkirche und unten das Wappen der Edelherren von Grimmenberg.
Flaggenbeschreibung
„Die Gemeinde führt eine silbern-rote Flagge, belegt mit dem Gemeindewappen.“
Dienstsiegel
Das Dienstsiegel enthält das Wappen und die Umschrift „Gemeinde Neuenkirchen - Landkreis Diepholz“.

## Kultur und Sehenswürdigkeiten

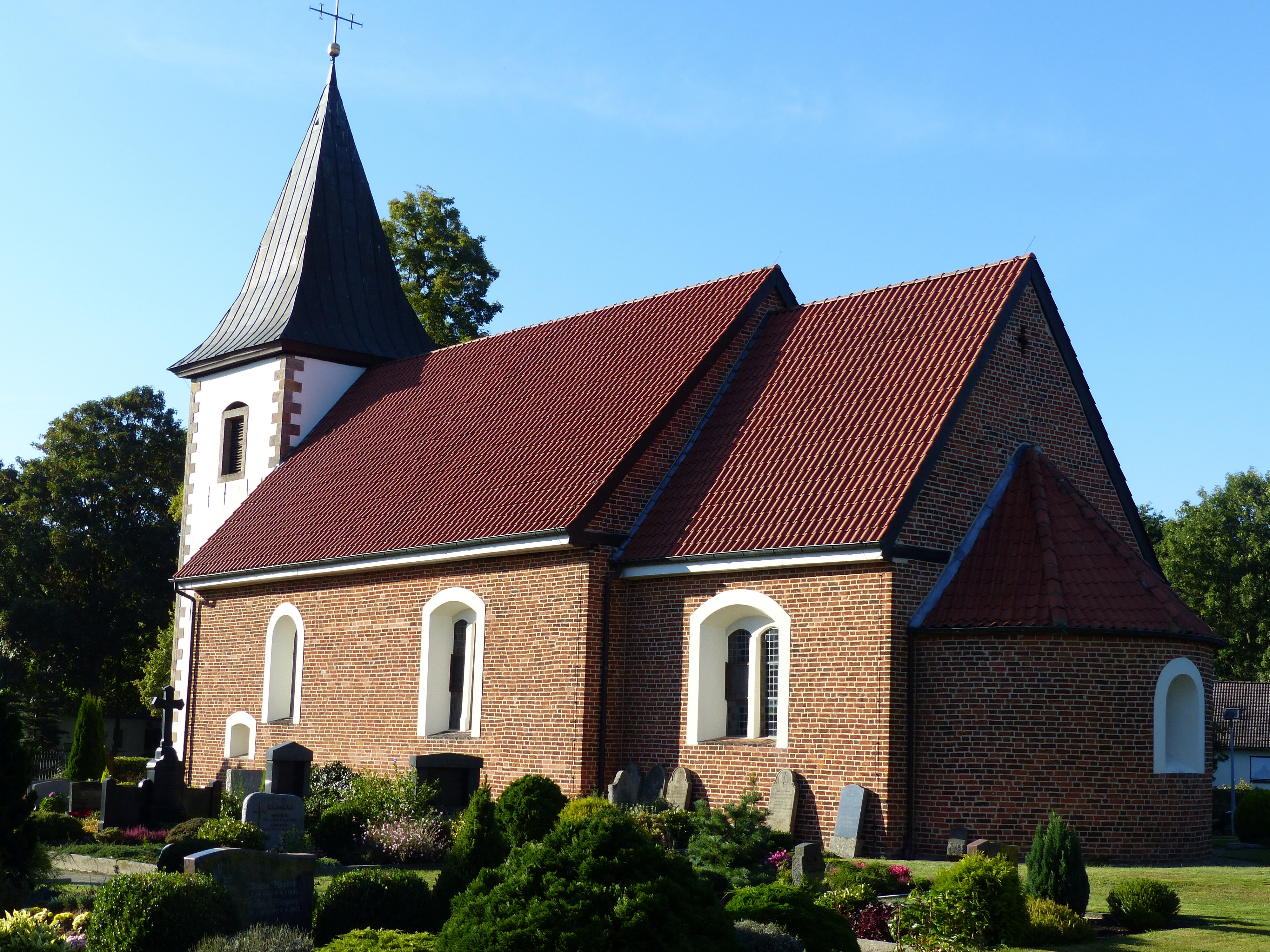
Katharinenkirche

- Die romanische Katharinenkirche stammt aus dem 13. Jahrhundert. Sie gilt als architektonisches Kleinod. Beachtenswert sind vor allem die Ausmalungen im Inneren der Kirche.
- Jedes Jahr wird ein plattdeutsches Theaterstück von den Neenkarkner Dörpspellern in mehreren Vorstellungen aufgeführt. Alle Schauspieler kommen aus dem Raum Neuenkirchen.

In der Liste der Baudenkmale in Neuenkirchen (bei Bassum) sind für Neuenkirchen zehn Baudenkmale aufgeführt.

## Verkehr
Durch die Gemeinde verläuft direkt die Bundesstraße 61, die von Bassum nach Sulingen führt.
An der heute stillgelegten, aber noch vorhandenen Bahnstrecke Bünde–Bassum hatte der Ort früher einen eigenen Haltepunkt. Das Gebäude wird heute vom Schützenverein als Schießstand genutzt.

## Infrastruktur
Kirchgemeinde
Die ev.-luth. Kirchengemeinde Neuenkirchen wirkt gemeinsam mit ihrer Nachbargemeinde in Schmalförden.
Feuerwehr
Die Freiwillige Feuerwehr Neuenkirchen ist eine von elf Feuerwehren in der Samtgemeinde Schwaförden und verfügt über eine Grundausstattung. Sie ist mit einem Tragkraftspritzenfahrzeug (TSF) und einem Tanklöschfahrzeug 16 (TLF 16) ausgestattet. Zentraler Standort ist das dem Dorfgemeinschaftshaus angegliederte Feuerwehrhaus. Die Freiwillige Feuerwehr Cantrup hat ebenfalls eine Grundausstattung. Beide Feuerwehren sorgen für den Brandschutz und die allgemeine Hilfe.
Vereine
- Der Schützenverein Neuenkirchen von 1904, Bassumer Str. 12
- Der TV Neuenkirchen von 1919, Cantruper Str.18, bietet u. a. Fußball, Tischtennis, Turnen, Gymnastik und Tanz an.

## Söhne und Töchter von Neuenkirchen
- Wilhelm Ostermeyer (* 1918 in Cantrup; † 1996), Maler, Grafiker und Kunsterzieher
- Frank Magnitz (* 1952), deutscher Unternehmer und Politiker